# Gare de Puyoô
Gare de Puyoô vasútállomás Franciaországban, Puyoô településen.

## Vasútvonalak
Az állomást az alábbi vasútvonalak érintik:
- Toulouse–Bayonne-vasútvonal
- Puyoô-Dax-vasútvonal

## Kapcsolódó állomások
A vasútállomáshoz az alábbi állomások vannak a legközelebb:
- Gare d’Orthez
- Gare de Peyrehorade
- Gare de Dax